# Salario
Salario är Roms fjärde quartiere och har beteckningen Q. IV. Namnet Salario kommer av Via Salaria. Quartiere Salario bildades år 1921.

## Kyrkobyggnader
- Santa Maria della Mercede e Sant'Adriano

## Bibliotek
- Biblioteca del Centro Ricerca e Documentazione Arti Visive

## Palats
- Palazzo di Marcello Piacentini

## Museer
- Galleria d'arte moderna di Roma Capitale
- Museo di arte contemporanea

## Övrigt
- Sankta Felicitas katakomber
- Villa Albani
- Fabbrica della Birra Peroni
- Mercato Nomentano, ritat av Elena Luzzatto

## Bilder
| - Santa Maria della Mercede e Sant'Adriano. - Parti i Villa Albanis have, Rom. Målning av Christoffer Wilhelm Eckersberg. |